# Schlossberg (Freiburg im Breisgau)
Der Schlossberg ist ein 456,1 Meter über dem Meeresspiegel liegender, heute größtenteils bewaldeter Berg im Stadtgebiet von Freiburg im Breisgau, unmittelbar östlich der Freiburger Altstadt. Am Westrand des Schlossbergs, der zum Schwarzwald gehört, verläuft die geologische Hauptverwerfung zum Oberrheingraben.

## Anlagen

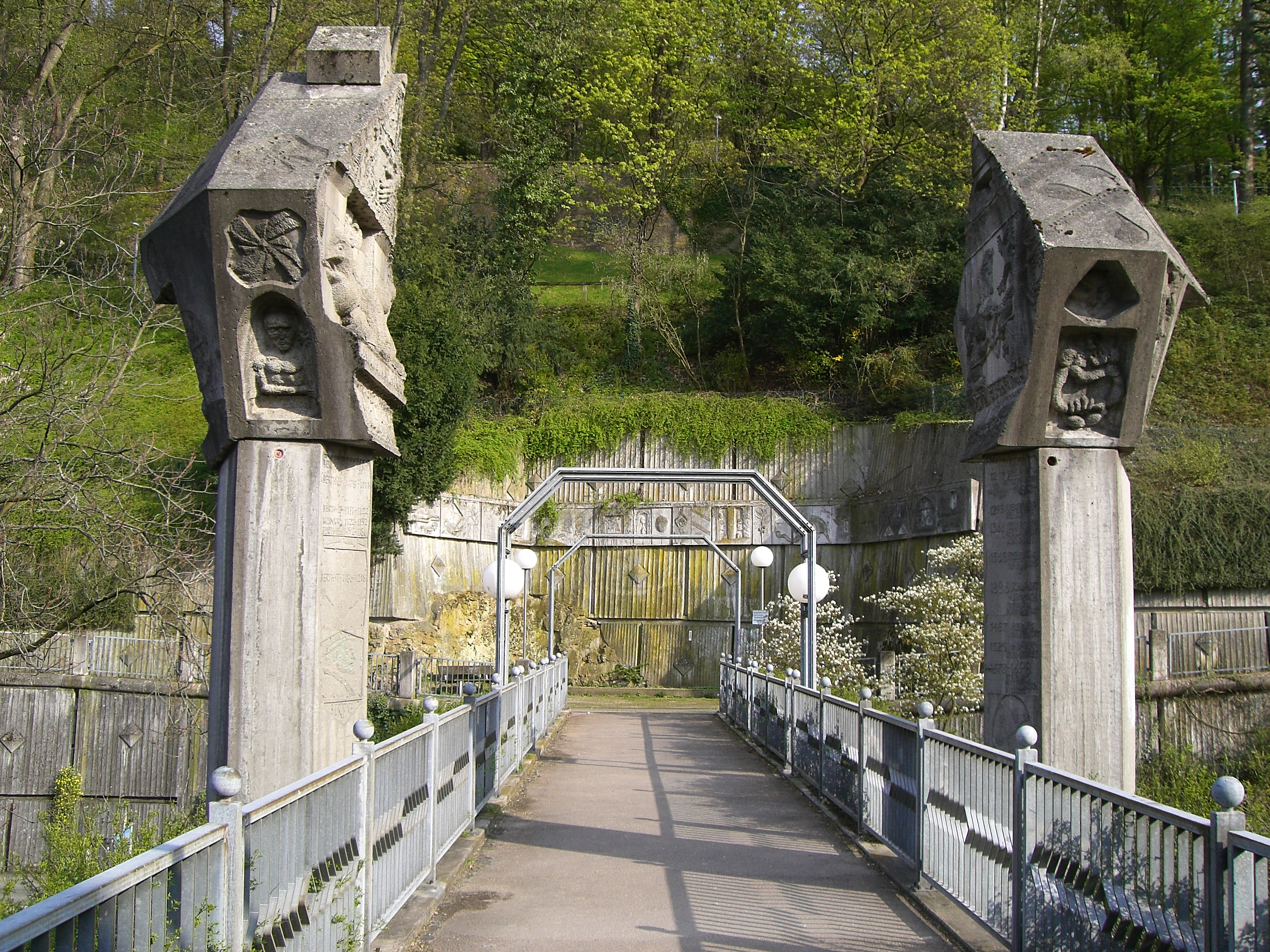
Schlossbergsteg mit Betonreliefs von Emil Wachter in Blickrichtung zum Schlossberg

Vom Schlossbergturm hat man eine Rundumsicht über alle Teile der Stadt und ihre Umgebung. Auch vom Burghaldenring, der den Schlossberg auf halber Höhe umrundet, hat man eine gute Aussicht, besonders vom Kanonenplatz unmittelbar über der historischen Altstadt. Der Burghaldenring ist zu Fuß oder mit Fahrzeugen zu erreichen, seit Juli 2008 auch mit der neuen Schlossbergbahn, einem Schrägaufzug, der als Ersatz für die alte Schlossbergseilbahn gebaut wurde. In der Mitte des Schlossbergringes verbindet der Schlossbergsteg, als Fußgängerbrücke sowie als Parkhausein- und -ausfahrt, den Schlossberg mit der Innenstadt. Auf dem Steg, der 1990 im Wettbewerb Ingenieurbauwerke im Straßenraum ausgezeichnet wurde, finden sich zahlreiche Betonreliefs des Künstlers Emil Wachter zur Freiburger Geschichte. Weitere Zugänge zum Schlossberg sind der Schwabentorsteg, ein hölzerner Steg für Fußgänger auf der Höhe des Schwabentors, sowie der Hermannsteg nördlich der Hermannstraße.
Im Schlossberg befindet sich ein zwischen 1874 und 1876 erbauter Hochbehälter für die Freiburger Wasserversorgung. Auf einem Felsen über dem Burghaldenring steht der Bismarckturm aus rotem Sandstein, der nach Plänen von Oskar Geiges errichtet und im Jahr 1900 eingeweiht wurde.

### Bunker
Im Zweiten Weltkrieg waren die alten Kühlkeller für Bier und Gemüse zu Schutzbunkern umfunktioniert worden. Der Haupteingang lag an der Westseite des Berges. Beim Bombenangriff vom 27. November 1944 suchten nur wenige Menschen die Schutzräume auf, da die meisten Einwohner von einem der häufigen Fehlalarme ausgingen. Im Kalten Krieg sollten sie im Ernstfall 5000 Menschen vor atomarer, biologischer oder chemischer Bedrohung schützen können. In den 1960er Jahren ließ der Bund die Bunker für umgerechnet 5,5 Millionen Euro miteinander verbinden und ausstatten. Es gab Duschen, Toiletten, Küchen. Die Erhaltung kostete jährlich 100 000 Euro. Von 2007 bis 2014 wurde der Bunker nur noch notdürftig instand gehalten. Seitdem verfällt er und ist teilweise von Schimmel befallen. Anfang 2021 hatten neun Obdachlose sich häuslich eingerichtet, ein paar der insgesamt 40 Räume gemeinsam renoviert und Strom für die Belüftung aktiviert. Von Anwohnern informiert, räumte die Polizei das 2,3 Kilometer lange Labyrinth. Wegen des Schimmels sollte die Anlage nur mit Schutzanzügen betreten werden.
Am Ostende des Schlossbergs liegt der Hirzbergbunker, der zur Pilzzucht genutzt wird.

## Geschichte

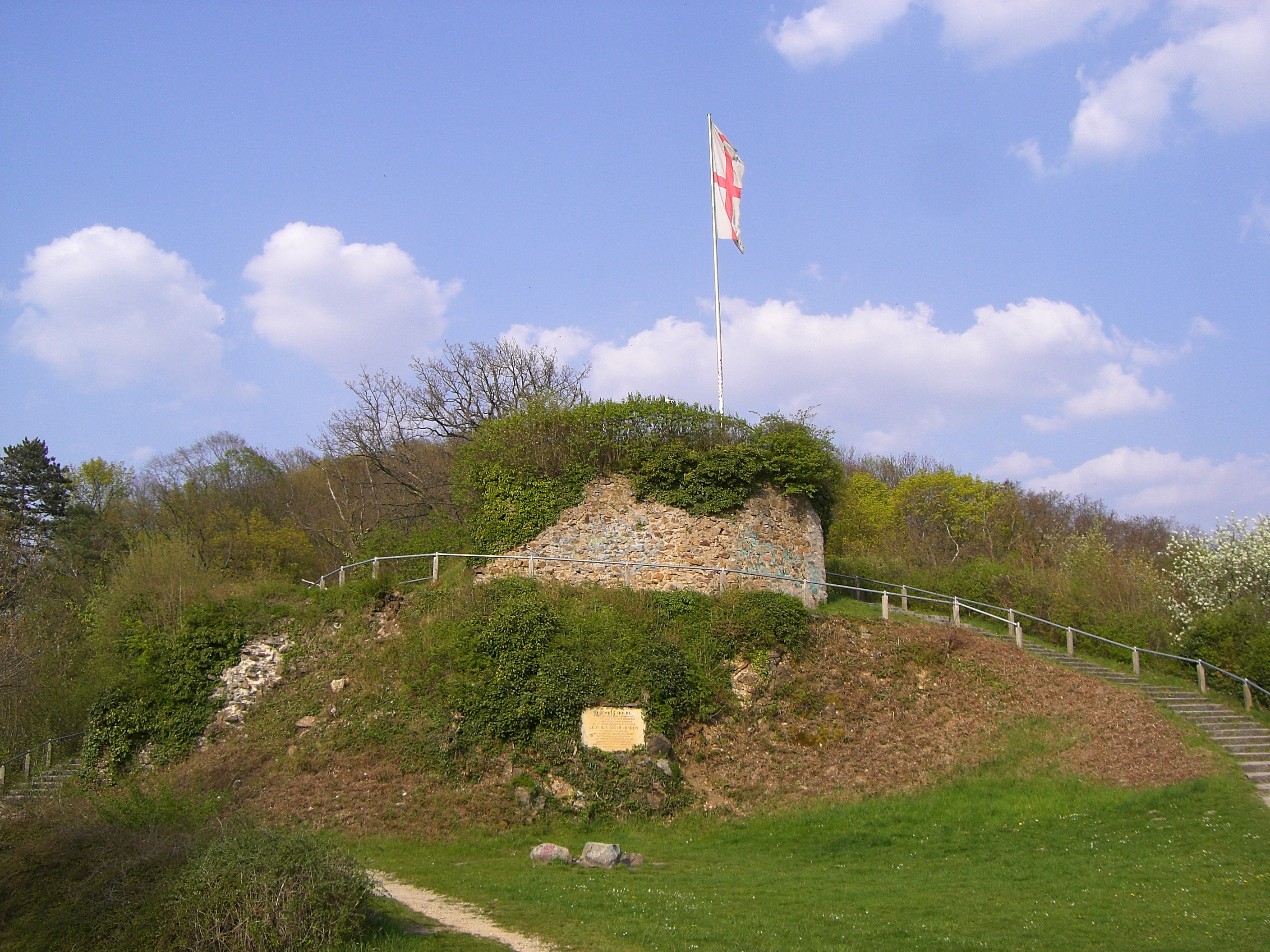
Ludwigshöhe

Der Schlossberg trägt seinen Namen wegen des „Castrum de Friburch“, einer Höhenburg, die der Zähringerherzog Berthold II. um 1091 dort erbauen ließ.
In den folgenden Jahrhunderten ist die Geschichte des Schlossbergs wesentlich eine Geschichte der dort errichteten Schlösser, Burgen und Befestigungsanlagen. Die letzten unter französischer Besatzung (1677–1679) von Sébastien Le Prestre de Vauban errichteten befestigten Anlagen sprengten die Franzosen vor ihrem endgültigen Abzug 1744/45 so gründlich, dass von der ehemaligen Burganlage nur noch ein Schuttkegel und der Halsgraben erhalten sind. An der Stelle des heutigen Kanonenplatzes befand sich eine Bastion mit Artillerie.
Auf den überwucherten Trümmern eines unteren Vorsprungs des Schlossbergs ließ der österreichische Regierungspräsident Hermann von Greiffenegg 1805 eine Residenz errichten. Dieses in der Bevölkerung Greiffeneggschlössle genannte Gebäude ist heute ein Restaurant mit einem Kastanien-Biergarten. Einige hundert Meter weiter nördlich eröffnete 1882 das Weinlokal Dattler, zu dem heute die Schlossbergbahn führt.
Bis um etwa 1900 wurde am Südhang großflächiger Weinbau betrieben; von da an wurde der Schlossberg  unter Oberbürgermeister Winterer großenteils als Parkwald angelegt und mit Spazierwegen versehen. Im Wald sind noch die Sandsteinmauern und Treppenaufgänge der ehemaligen Rebterrassen zu erkennen.
Seit einigen Jahren bemüht sich ein Kuratorium, die geschichtliche Vergangenheit des Freiburger Schlossbergs erkennbar zu machen. Dazu werden Reste der überwucherten alten Befestigungsanlagen behutsam freigelegt, damit sie dem interessierten Besucher zugänglich sind. Auch der 2002 errichtete Schlossbergturm auf dem „Salzbüchsle“ geht auf die Initiative des Kuratoriums zurück.

2006 wurde eine Treppe mit 251 Einzelstufen und 13 Zwischenpodesten vom kleinen Kanonenplatz zum Salzbüchsle eingeweiht.
Verschiedene Spielplätze gibt es auf dem Schlossberg; außerdem gab es von 1969 bis 2018 beim Schrägaufzug eine Minigolfbahn sowie einen Autoscooter für Kinder.
Im Juli bzw. August findet das mehrtägige Schlossbergfest mit vielen Musikgruppen und gastronomischen Angeboten statt. Nach diversen Unterbrechungen fand es 2018 zum 35. Mal statt. 2019 wurde es wegen weiterer Auflagen der Stadt abgesagt.
Im Frühjahr 2020 mussten nördlich des Kanonenplatzes Felssicherungsarbeiten durchgeführt werden.

## Weinbau

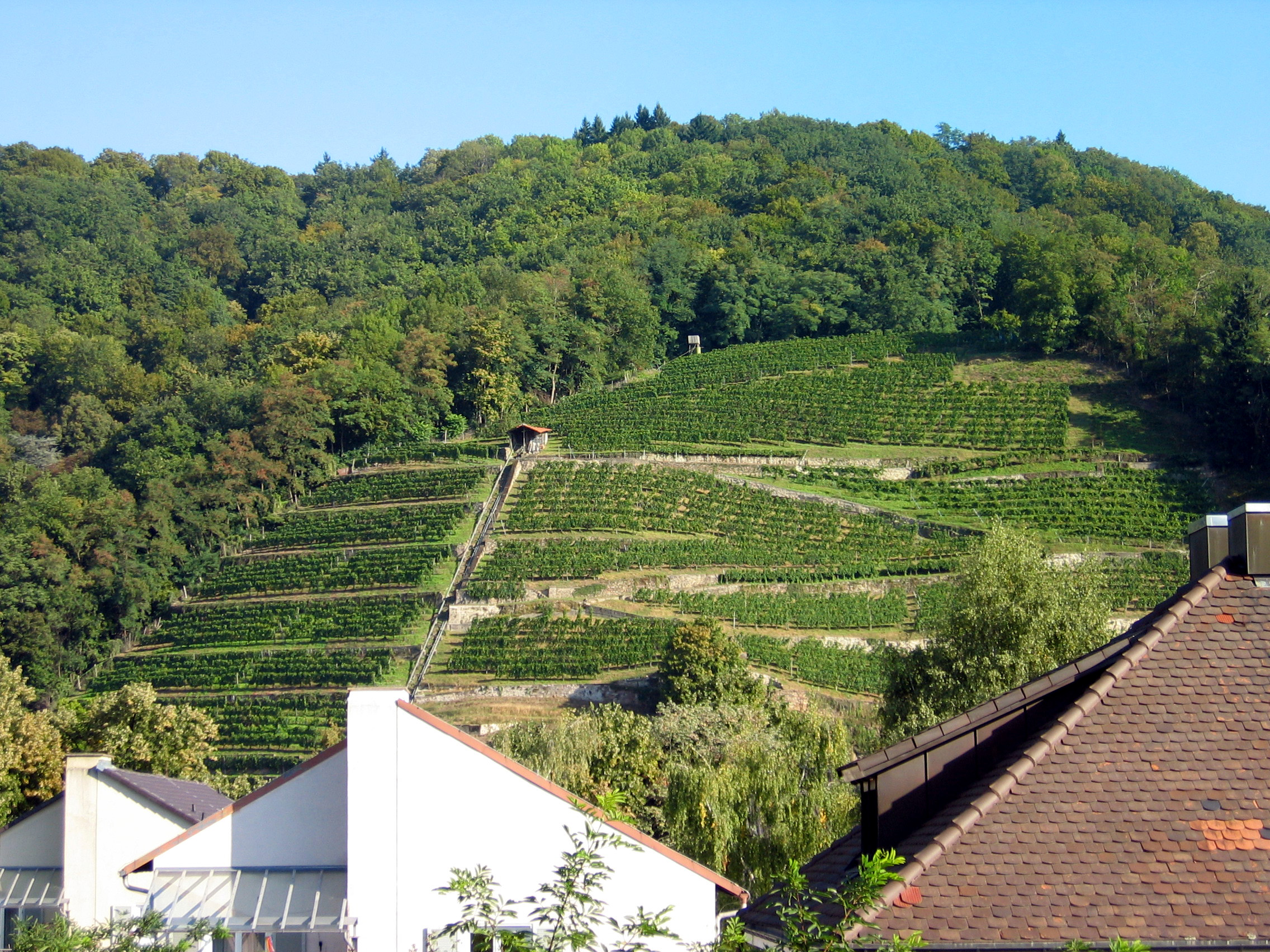
Weinbau am Freiburger Schlossberg in der Oberau

An der steilen Südseite des Berges zum Stadtteil Oberau hin gibt es auch heute noch Weinberge, die bis an den Rand der Altstadt reichen und von drei Weingütern bewirtschaftet werden, darunter das Staatsweingut Freiburg und das Stiftungsweingut Freiburg. Diese Weinberge bestanden schon vor der Gründung der Stadt Freiburg. Die Weinlage Freiburger Schlossberg gehört zu den 100 besten Weinlagen Deutschlands. Die optimale Sonneneinstrahlung auf die steilen Hänge in reiner Südlage ergibt zusammen mit dem kühlen Abendfallwind aus dem Schwarzwald, dem Höllentäler, und den Gneis-Verwitterungsböden optimale Bedingungen für ausgezeichnete Weine, von denen einige als Großes Gewächs klassifiziert sind. Historisch waren auch an der Westseite des Berges Reben.

## Naturschutz
Der Schlossberg ist seit 1954 ein Landschaftsschutzgebiet. Schutzzwecke sind unter anderem die Erhaltung von Großem Mausohr, Schlingnatter, Mauereidechse und dem Offenland. Am Anfang des 20. Jahrhunderts war der Schlossberg, auch aufgrund seiner guten Erreichbarkeit, ein deutschlandweit bekanntes und beliebtes Reiseziel für Entomologen. U.a. konnte hier die Gottesanbeterin gefunden werden. In den vergangenen Jahrzehnten wurden historische Nutzungsformen aufgegeben, was zur Ausdehnung des Waldes führte. Zusammen mit der Intensivierung der Rebbewirtschaftung, der Eutrophierung durch Stickstoffeintrag und einer nicht immer angepassten Pflegearbeit (Mulchen) führte das zu einem Verlust vieler wertvoller Offenlandarten. Heute noch vorhanden sind unter anderem Mauereidechse und Schlingnatter und das Große Mausohr. In einigen Waldteilen sind zudem noch sehr seltene, hochgradig gefährdete Käferarten (z. B. Veränderlicher Edelscharrkäfer) zu finden. Auch die Spechtfauna ist mit Buntspecht, Mittelspecht, Schwarzspecht, Grauspecht und Grünspecht zahlreich vertreten.
Bis zum 18. Jahrhundert war der Schlossberg fast waldfrei, heute sind von 80 Hektar Fläche nur noch 10 offen. Teilweise wird das Offenland heute mit Schafen beweidet. Das Projekt „Wald, Weide und Garten“ am Westhang des Schlossberges wurde im Rahmen der UN-Dekade Biologische Vielfalt ausgezeichnet. Hier führen Studierende der Universität Freiburg eine Herde bedrohter Nutztiere und pflegen einen Garten mit seltenen Kultursorten auf einem Grundstück der Caritas. Der Schlossberg ist u. a. mit einer Seilbahn leicht erreichbar, die touristische Nutzung konzentriert sich bislang allerdings auf wenige Punkte wie etwa den Kanonenplatz im Südwesten. Das touristische Konzept wird mittlerweile überarbeitet, neue Beschilderungen sollen die historischen Wehranlagen erlebbarer machen.